# Гольдберг, Бен Цион
Бен Цион Гольдберг (Бенцион Вейф) (англ. Ben-Zion Goldberg (Benjamin Waife) 9 января 1894, Ольшаны, Виленской губернии — 29 декабря 1972, Тель-Авив) — еврейский журналист и писатель. Писал на английском языке и идише.

## Биография
Родился в семье раввина и шойхета Мойше Вейфа и Хены Марголис — дочери раввина. Учился в иешивах Лиды и Воложина. В 1907 иммигрировал с родителями в США. Около года посещал Теологическую семинарию раввина Ицхака Элханана. В 1917 женился на дочери Шолом-Алейхема. В 1920 окончил отделение психологии Колумбийского университета со степенью доктора. В период с 1922 по 1971 являлся сотрудником, а в 1924-40 — редактором-распорядителем газеты «Дер тог». В 1932-34 был сотрудником «Daily Eagle» (Бруклин). Один из организаторов американского отделения YIVO и общества «Идишер култур фарбанд» (1937). В годы Второй мировой войны был активным членом Американского комитета еврейских писателей, художников и ученых и Еврейского совета по оказанию помощи России в войне. Принимал участие в организации приема С. Михоэлса и И. Фефер в США в 1943. В 1943-46 редактор «Эйникайт», в 1940-41 — «Jewish Digest». Был корреспондентом «St. Louis Post Dispatch», «Toronto Daily Star», «New Republic». С 1946 член Союза еврейских писателей. В 1943-46 председатель Американского комитета еврейских писателей, художников и ученых. Сотрудничал в социалистической газете «Ал ха-мишмар» (Тель-Авив).

### Семья
- Жена — Маруся Рабинович (дочь Шолом-Алейхема)
  - Сын — Шолом Голдберг
  - Сын — Митчел Голдберг

### Произведения
- The Sacred Fire (1930);
- Soviet-farband: faynt oder fraynt? (1947);
- Jewish Problem in the Soviet Union (1961).